# Kumagaya Rugby Ground
O Kumagaya Rugby Ground é um estádio localizado em Saitama, no Japão, possui capacidade total para 30.000 pessoas, é a casa do time de rugby Panasonic Wild Knights, foi inaugurado em 1991, passando por reformas de 2016 a 2018, recebeu jogos da Copa do Mundo de Rugby de 2019.